# 接合
接合（英文：Conjugation，又译结合），又称为接合作用、细菌接合，是发生于原核生物间的现象，指的是两个细菌之间发生的一种遗传物质交换现象，属于细菌有性生殖的一个重要阶段。在接合现象发生时，两个细胞直接接合或者通过类似于桥一样的通道接合，并且发生基因的转移。这种现象是在1946年被Joshua Lederberg和Edward Tatum所发现，接合与转化和转导都被称作基因水平转移机制，注意的是这种机制并不一定需要两个细胞-细胞间的直接接触。
接合经常被认为是细菌中有性生殖，相当于动物间的交配，因为它有涉及到基因的交换。在接合的过程中的供体细胞提供了一种結合或者可移动的遗传成分，这些成分一般是质粒或转座子。大多数接合质粒有一个确保受体细胞并不含有相似的遗传成分的系统。
遗传信息的转移通常对受体是有益的。好处包括获得抗生素耐药性，或者获得其他的特异性以应对环境的变化。这种对受体有益的质粒可以被视作内共生生物。然而从别的方面来看，细菌的寄生和接合可以作为细菌的一种进化方式使它们得到个体的繁衍与基因的扩散。

## 机制

细菌接合的示意图。接合图1-供体细胞产生性菌毛. 2-性菌毛连上受体细胞，使两细胞连在一起。3-流动的质粒被剪切后，一小段DNA被转移到受体细胞。4-两个细胞重新将质粒绕成圈，合成第二条链条，性菌毛再生。这时，两个细胞都能提供质粒了。

F+质粒的DNA大约含有10万个碱基对。它含有自己的复制原点，叫做OriV，和一个转移原点，叫做oriT。决定细菌性别的质粒叫做F+质粒，或叫做F+因子。拥有F+质粒的细菌叫雄性细菌。他们只能复制一份F+质粒到受体细菌，无论是游离的还是固定的。缺乏F+质粒的细菌被称作雌性细菌，可作为F+质粒的受体细胞。
F+质粒携带一个tra与trb 基因座，一共含有约3.3万碱基对，共组成40个基因。“TRA”基因座包括“菌毛蛋白”基因和“调节”基因，他们一起参与组成性菌毛。
当细菌接合开始时，供体细胞通过自身的性菌毛与受体细胞相连，并且把自身F+质粒的单链DNA滚环式复制到受体细胞内和受体细胞的DNA发生重组，使自身基因转移到受体细胞内。
当F+质粒已经被集成到受体细胞中时，受体细胞发生变化，拥有可以转移自己的F-质粒到其他的受体细胞的性质了，此时受体细胞便从雌性细胞转化成了雄性细胞。被转移的DNA数量取决于两个细胞间所建立接合的时间。在大肠杆菌实验中，整个细菌染色体的转移需要约100分钟。然后转移的DNA就被集成到通过同源重组的受体细胞的基因组里面。

## 影响与评价
藉由此现象的发现，生物学家们更加精确地了解到了大肠杆菌的遗传规律，为后来的遗传学图绘制打下了基础。从而促进了微生物学与遗传生物学的发展。